# Розтріщеник товстоволосковий
Розтріщеник товстоволосковий (Schistidium crassipilum) — вид мохів порядку гріміальних (Grimmiales).

## Поширення
Батьківщиною є Європа, Північна Америка, Азія.
Населяє від відкритих до затінених часто вапнякові скелі, поширені на штучних субстратах, таких як бордюри; на висотах від 0 до 1000 м.

## Характеристика
Рослини у відкритих, іноді компактних пучках, оливкових або коричневих, іноді з жовтими чи помаранчевими тонами. Стебла 1–3.5(5) см. Листки прямі чи злегка зігнуті коли сухі, яйцювато-ланцетні, гостро кілеві дистально, 1.7–3.3 мм; краї загнуті прямо перед вершиною; верхівки гострі. Статевий стан автоіктичний (чоловічі й жіночі органи на одній рослині, але на окремих гілках). Коробочка червоно-коричнева, іноді оранжево-коричнева, від подовжено-циліндричної до циліндричної, 0.8–1.4 мм. Спори 8–11 мкм, зернисті чи бородавчасті. Коробочки дозрівають від пізньої весни до початку літа.